# Skara idrottshall
Skara idrottshall är en idrottshall i Skara. Den började byggas 1962 och invigdes 1 april 1963. Skara idrottshall ligger väster om E20 på Vilans fritidsområde och används som hemmaarena för bland annat Skara HF. Idrottshallen har en kapacitet på 1 100 åskådare.
Publikrekordet är 1 150 åskådare som slogs den 6 maj 2025, då Skara HF spelade den första SM-finalen i handboll mot IK Sävehof.
I folkmun kallas idrottshallen för Borgen.

## Friidrott
I Skara idrottshall utövas bland annat handboll, judo, brottning, dans och innebandy.